# Cephalodella conica
Cephalodella conica är en hjuldjursart som beskrevs av Nogrady 1962. Cephalodella conica ingår i släktet Cephalodella och familjen Notommatidae. Inga underarter finns listade i Catalogue of Life.